# Tapio Sipilä
Tapio Olavi Sipilä (26 novembre 1958) è un ex lottatore finlandese, specializzato nella lotta greco-romana.

## Palmarès

### Olimpiadi
- Argento a Los Angeles 1984 nei pesi leggeri
- Bronzo a Seul 1988 nei pesi leggeri

### Mondiali
- Oro a Kiev 1983 nei pesi leggeri
- Argento a Oslo 1981 nei pesi leggeri
- Argento a Budapest 1986 nei pesi leggeri